# Ашевский район
Ашевский район — административно-территориальная единица в составе Калининской и Псковской областей РСФСР, существовавшая в 1936—1963 годах.
Ашевский район в составе Великолукского округа Калининской области был образован в 1936 году. В район вошло 12 сельсоветов: Ашевский, Марынский, Маютинский, Плесский, Полозовский, Соколовский, Удовский, Чихачевский, Шиловский с/с были переданы из Бежаницкого района, а Дорожкино-Борский, Ручьинский, Ухошинский — из Локнянского района.
В 1937 году район был передан в Опочецкий округ Калининской области, а в 1938 году — напрямую в Калининскую область.
В 1940 году образован Новокузнецовский с/с.
В 1944 году район был передан в Псковскую область.
В 1954 году Удовский с/с присоединён к Ашевскому, Шиловский — к Марынскому, Полозовский — к Плесскому.
В 1958 году к району присоединены Дмитрогорский, Навережский, Плотовецкий, Сорокинский с/с упразднённого Пожеревицкого района.
В 1959 году упразднён Дорожкино-Борский с/с. Плёсский с/с присоединён к Ашевскому, Плотовецкий — к Чихачевскому, Ручьинский — к Ухошинскому, Новокузнецовский — к Сорокинскому, Навережский — к Дмитрогорскому. Марынский и Маютинский с/с объединены в Добрывичинский с/с.
В 1963 году Ашевский район был упразднён, а его территория присоединена к Бежаницкому району, кроме Навережского с/с с центром в д. Навережье, присоединённого к Дедовичскому району.